# Einigungsstelle
Die betriebsverfassungs- und personalvertretungsrechtliche Einigungsstelle ist ein betriebsverfassungsrechtliches Hilfsorgan eigener Art, das dazu dient, Meinungsverschiedenheiten zwischen Arbeitgeber und Betriebsrat bzw. Personalrat zu schlichten.
Die Einigungsstelle ist kein Schiedsgericht, wie es in der Zivilprozessordnung geregelt ist. Sie wendet nicht nur das Gesetz an, sondern kann auch selbst Recht setzen, zum Beispiel in einem Sozialplan Abfindungsansprüche der Arbeitnehmer begründen.
Das Verfahren in der Einigungsstelle ist in § 76 BetrVG bzw. in § 74  BPersVG geregelt, die Kosten der Einigungsstelle in § 76a BetrVG und einigen Landespersonalvertretungsgesetzen.

## Voraussetzungen
Es wird zwischen freiwilligen und erzwingbaren Einigungsstellen unterschieden.

### Freiwillige Einigungsstellen
Freiwillige Einigungsstellen sind in der Praxis selten. Als Ausfluss der allgemeinen Handlungsfreiheit bleibt es den Betriebsparteien (Arbeitgeber und Betriebsrat) unbenommen zu versuchen, Differenzen mit Hilfe einer Einigungsstelle zu beseitigen. Deren Ergebnis wird dann durch die abschließende Vereinbarung der Parteien verbindlich, falls sich die Parteien nicht vorab dem Spruch der freiwilligen Einigungsstelle unterwerfen, § 76 Abs. 6 BetrVG.

### Erzwingbare Einigungsstellen
Die Betriebsparteien können die Tätigkeit der Einigungsstelle erzwingen, wenn das Gesetz dies vorsieht, zum Beispiel mit der Formulierung, „kommt eine Einigung ... nicht zustande, so entscheidet die Einigungsstelle. Der Spruch der Einigungsstelle ersetzt die Einigung zwischen Arbeitgeber und Betriebsrat“, § 87 Abs. 2 BetrVG.
Der Schwerpunkt der Tätigkeiten der Einigungsstellen liegt in der Mitbestimmung in sozialen Angelegenheiten, § 87 BetrVG.

### Zuständigkeit der Einigungsstelle
Die Einigungsstelle kann verbindliche Regelungen nur zu Themen treffen, für die dies gesetzlich vorgesehen ist.
Die Frage der Zuständigkeit kann drei Mal überprüft werden:
1. Ist die Einigungsstelle unzuständig, so lehnt das Arbeitsgericht einen Antrag auf Errichtung einer Einigungsstelle nur ab, falls die Einigungsstelle offensichtlich unzuständig ist, § 100 ArbGG.
2. Die Einigungsstelle muss zu Beginn ihrer Tätigkeit ihre Zuständigkeit prüfen.
3. Die Betriebsparteien können den ergangenen Beschluss der Einigungsstelle auf Antrag vom Arbeitsgericht aufheben lassen, wenn für die geregelten Fragen die Einigungsstelle unzuständig war.
Rechtsfragen über die Frage ihrer Zuständigkeit hinaus entscheidet die Einigungsstelle nur ausnahmsweise, z. B. im Rahmen des § 87 Abs. 1 Nr. 5 und Nr. 7 BetrVG.

## Bildung einer Einigungsstelle

### Anrufung der Einigungsstelle
Entschließt sich eine der Betriebsparteien beim Scheitern der Verhandlungen (der Betriebsrat durch förmlichen Beschluss), die Einigungsstelle anzurufen, so beginnen Verhandlungen über die Zahl der Beisitzer und die Person des Vorsitzenden der Einigungsstelle.

### Besetzung der Einigungsstelle
Die Einigungsstelle besteht aus einer gleichen Anzahl von Beisitzern, die vom Arbeitgeber und Betriebsrat bestellt werden, und einem unparteiischen Vorsitzenden, auf dessen Person sich beide Seiten einigen müssen. Kommt eine Einigung über die Person des Vorsitzenden oder über die Anzahl der Beisitzer nicht zustande, entscheidet das Arbeitsgericht auf Antrag, § 76 Abs. 2 BetrVG.
In der Praxis teilt der Betriebsrat dem Arbeitgeber bzw. der Arbeitgeber dem Betriebsrat seinen Beschluss, eine Einigungsstelle anzurufen, mit und teilt weiterhin mit, wer Einigungsstellenvorsitzender sein soll und wie viele Beisitzer die Einigungsstelle haben soll. Als Einigungsstellenvorsitzende werden regelmäßig Richter der Arbeitsgerichte eingesetzt.
Bei der Wahl des Richters als Einigungsstellenvorsitzender ist darauf zu achten, dass dieser nicht dem Arbeitsgericht angehört, das für den Betrieb zuständig ist. Da der Spruch der Einigungsstelle gerichtlich überprüft werden kann, könnte die Situation entstehen, dass der Richter über seinen eigenen Einigungsstellenspruch zu entscheiden hätte. Daher müssen Richter den Vorsitz der Einigungsstelle ablehnen, wenn „ihr“ Arbeitsgericht für den Betrieb zuständig ist.
Den Gewerkschaften bzw. Arbeitgeberverbänden sind die Richter bekannt, die als Einigungsstellenvorsitzende in Frage kommen und tendenziell als etwas arbeitnehmer- bzw. arbeitgeberfreundlicher gelten. Bei kontroversen Fragen werden häufig die Beisitzer der jeweiligen Betriebsparteien sich nicht einigen, so dass beim Abstimmungsverfahren schließlich die Stimme des Vorsitzenden entscheidend ist. Deshalb wird um die Person des Vorsitzenden der Einigungsstelle oft intensiv gerungen.
Die Anzahl der Beisitzer hängt von der Schwierigkeit oder Komplexität der zu verhandelnden Sache ab. Bei einfachen Regelungen werden zwei Beisitzer auf jeder Seite ausreichen, bei schwierigen oder komplexen Sachverhalten können auch drei oder vier Beisitzer auf jeder Seite angemessen sein. Hat der Arbeitgeber oder der Betriebsrat keine Erfahrung mit der Durchführung von Einigungsstellenverfahren, sollte auf jeden Fall ein Rechtsanwalt oder ein Vertreter des Arbeitgeberverbandes bzw. der Gewerkschaft als Beisitzer mit hinzugezogen werden.

## Das Verfahren vor der Einigungsstelle
Das Einigungsstellenverfahren findet regelmäßig im Betrieb oder an einem neutralen Ort statt. Das Verfahren ist nicht öffentlich.
An den Verhandlungen der Einigungsstelle können Vertreter des Arbeitgebers und des Betriebsrats teilnehmen, jedoch nicht an den Abstimmungen der Beisitzer und des Vorsitzenden in der Einigungsstelle. So können zum Beispiel bei Verhandlungen über Fragen der Unfallverhütung die damit befassten Mitarbeiter des Arbeitgebers ihre Argumente in der Einigungsstelle vortragen. Die Beschlussfassung in der Einigungsstelle bleibt jedoch geheim.
Zum Termin erscheinen die Teilnehmer und tragen dem Vorsitzenden ihre jeweiligen Argumente vor. Da eine Einigung erzielt werden soll, ist ein guter Einigungsstellenvorsitzender bestrebt, die Angelegenheit nicht selbst zu entscheiden, sondern die Parteien zu einer Einigung zu bringen. Dazu macht der Vorsitzende oftmals Vorschläge, die dann bei Sitzungsunterbrechungen in den jeweiligen Lagern diskutiert werden. Auf diese Weise soll eine Annäherung der Parteien erreicht werden.
Ein Einigungsstellenverfahren über komplexe Sachverhalte, wie beispielsweise die Einführung neuer Technologien, kann sich unter Teilnahme von Sachverständigen über Tage hinziehen, bis sämtliche Details geklärt sind. Ein Einigungsstellenverfahren über eine einfache Regelung kann nach einigen Stunden beendet sein.
Können sich die Parteien trotz Einflussnahme durch den Vorsitzenden nicht einigen, wird zunächst ein Vorschlag zur Abstimmung gestellt. In der ersten Runde der Abstimmung enthält der Vorsitzende sich zunächst der Stimme; findet sich keine Mehrheit, so nimmt er an der nächsten Abstimmung teil und entscheidet diese somit regelmäßig, § 76 Abs. 3 BetrVG. Aufgrund der Besetzung der Einigungsstelle ergibt sich dann eine Mehrheit auf Arbeitgeber- bzw. Betriebsratsseite, deren Vorschlag als beschlossen gilt.
Hat eine Partei keine Beisitzer bestimmt oder erscheint sie nicht zur Verhandlung, entscheiden die erschienenen Mitglieder und der Vorsitzende alleine, § 76 Abs. 5 BetrVG. Auf diese Weise wird gewährleistet, dass eine Seite die Durchführung des Einigungsstellenverfahrens nicht blockieren kann.
Der Beschluss der Einigungsstelle wird – gleich ob Arbeitgeber und Betriebsrat sich geeinigt haben oder ob der Einigungsstellenvorsitzende mit abgestimmt hat, vom Vorsitzenden schriftlich niedergelegt, unterschrieben und Arbeitgeber und Betriebsrat zugeleitet, § 76 Abs. 3 BetrVG.

## Die Wirkung des Einigungsstellenbeschlusses
Bei der Wirksamkeit bzw. der Verbindlichkeit dieses Beschlusses ist zu unterscheiden, ob es sich bei dem Gegenstand der Regelung um einen Bereich der zwingend vorgeschriebenen Mitbestimmung oder um einen sonstigen Bereich handelt.
- Bei der Regelung eines Bereiches, für den das Gesetz ausdrücklich vorsieht, dass der Spruch der Einigungsstelle die Einigung zwischen Arbeitgeber und Betriebsrat ersetzt (z. B. § 87 Abs. 2 BetrVG), bildet der Beschluss der Einigungsstelle eine Betriebsvereinbarung im Sinne des § 77 BetrVG.
- Bei der Regelung eines Bereiches, für den das Gesetz eine Einigungsstelle nicht ausdrücklich vorsieht, bildet der Beschluss der Einigungsstelle nur dann eine (freiwillige) Betriebsvereinbarung, wenn beide Seiten sich entweder vorher dem Spruch der Einigungsstelle unterwerfen oder ihn nachträglich annehmen, § 76 Abs. 6 BetrVG. Ansonsten hat der Spruch der Einigungsstelle keine bindende Wirkung.

Dies gilt selbstverständlich nicht, wenn Arbeitgeber und Betriebsrat sich im Rahmen der Einigungsstelle ohne Parteinahme des Einigungsstellenvorsitzenden geeinigt haben. In diesem Fall kommt eine freiwillige Betriebsvereinbarung auch ohne Unterwerfungs- oder Annahmeerklärung zustande.

## Gerichtliche Überprüfung des Einigungsstellenspruches
Der Beschluss der Einigungsstelle kann gerichtlich auf Rechtsfehler überprüft werden. Dabei kann sowohl die Unzuständigkeit der Einigungsstelle wie auch ein Verstoß gegen höherrangiges Recht (Gesetze und Tarifverträge) zur Aufhebung des Beschlusses der Einigungsstelle führen. Auch Verfahrens- und Formfehler sind hier beachtlich.
Der Spruch der Einigungsstelle kann weiter gerichtlich nur überprüft werden, ob durch die Entscheidung die Einigungsstelle die Grenzen des Ermessens überschritt. Dies ist nicht bereits dann der Fall, wenn das Arbeitsgericht meint, selbst eine bessere Regelung zu kennen. Eine Überschreitung ist erst dann anzunehmen, wenn die Entscheidung der Einigungsstelle keine sachgerechte Interessenabwägung mehr enthält oder von sachfremden Motiven geleitet wird.
Der Antrag auf Überprüfung wegen Überschreitens der Ermessensgrenzen ist beim Arbeitsgericht von Betriebsrat oder Arbeitgeber innerhalb einer Frist von zwei Wochen nach Zugang des schriftlichen Einigungsstellenbeschlusses zu stellen, § 76 Abs. 5 S. 4 BetrVG. Rechtsfehler können auch nach dieser Frist noch überprüft werden.
Zuständig für diese Verfahren ist das Arbeitsgericht am Betriebssitz, das hierüber im Beschlussverfahren entscheidet.

## Kosten der Einigungsstelle
Die Kosten der Einigungsstelle hat der Arbeitgeber zu tragen. Sie bestehen aus
- dem Geschäftsaufwand, d. h. den unmittelbar durch die Durchführung der Einigungsstelle entstehenden Kosten (Kosten für Räume, Schreibmaterial, Büropersonal usw.);
- der Vergütung des Vorsitzenden, die dieser in der Regel mit dem Arbeitgeber vereinbart. Kommt es nicht zu einer Vereinbarung, setzt er sie nach billigem Ermessen unter Berücksichtigung der Schwierigkeit der Angelegenheit und seines Zeitaufwandes selbst fest; hierbei hat er den berechtigten Interessen der Mitglieder der Einigungsstelle und des Arbeitgebers Rechnung zu tragen.[8] In der Praxis werden im Jahre 2009 Stundenhonorare von 200,00 EUR bis 300,00 EUR genannt, auch für die Vorbeitungszeiten und Nacharbeiten[9];
- der Vergütung der – nicht betriebsangehörigen – Beisitzer. Diese muss nach § 76a Abs. 4 S. 4 BetrVG niedriger sein als die Vergütung des Vorsitzenden. Im Allgemeinen erachtet die Rechtsprechung ein Beisitzerhonorar in Höhe von 70 % der Vergütung, die dem Einigungsstellenvorsitzenden zusteht, für angemessen[10];

- den Kosten eines hinzugezogenen Sachverständigen, die dieser selbst nach den üblichen Sätzen festlegt;
- den Aufwendungen und Auslagen sämtlicher Mitglieder der Einigungsstelle (Fahrtkosten usw.).

Die Mitglieder des Betriebsrats, die an der Einigungsstelle teilnehmen, erhalten keine gesonderte Vergütung. Vielmehr verweist § 76a Abs. 2 BetrVG auf § 37 Abs. 2 + 3 BetrVG, wo die Fortzahlung der Vergütung bzw. die Ausgleichung von Überstunden wegen Betriebsratsarbeit geregelt ist. Betriebsratsmitglieder erhalten daher lediglich die Fortzahlung ihrer arbeitsvertraglich geschuldeten Vergütung.
Insgesamt wird eine Einigungsstelle mit je einem externen Beisitzer und einem Sitzungstag mindestens 10.000,00 EUR kosten.
Aufgrund dieser Kosten ist Arbeitgebern regelmäßig daran gelegen, die Durchführung von Einigungsstellenverfahren zu vermeiden. Dies fördert die Bereitschaft, sich ohne Anrufung der Einigungsstelle zu einigen und verbessert so die Verhandlungspositionen des Betriebsrats.

## Einigungsstelle im öffentlichen Dienst
Im öffentlichen Dienst werden ebenfalls Einigungsstellen gebildet. Rechtsgrundlage ist dazu das jeweilige Personalvertretungsgesetz, z. B. § 73  BPersVG. Die Einigungsstellen setzen sich zusammen aus Vertretern der Dienststelle und des jeweiligen Personalrates. Entscheidungen der Einigungsstelle haben in manchen Fällen aber nur einen empfehlenden Charakter gegenüber der Dienststelle. In Bayern können gemäß Art. 71 BayPVG Einigungsstellen nur an den obersten Dienstbehörden (Staatsministerien) eingerichtet werden und nur der Hauptpersonalrat oder das Ministerium kann im Rahmen eines Stufenverfahrens die Einigungsstelle anrufen. Reguläre Dienststellen (Dienststellen an Mittel- oder nachgeordneten Behörden) und örtliche Personalräte, sowie Bezirkspersonalräte können die Einigungsstelle nicht anrufen. Kommt zwischen ihnen keine Einigung zustande, so muss der Fall an den Hauptpersonalrat übertragen werden. Findet auf der Ebene der Hauptpersonalrats keine Einigung statt, so kann nur dieser (oder das Ministerium) ein Einigungsstellenverfahren einleiten. Vorsitzende der Einigungsstelle müssen in Bayern (im Gegensatz zum Bundesdienst) die Befähigung zum Richteramt besitzen.

## Betriebsvereinbarungen zu dauerhaften Einigungsstellen
In mittelgroßen und großen Betrieben gibt es oft Betriebsvereinbarungen zu dauerhaften Einigungsstellen, um im Konfliktfall nicht jedes Mal Zeit durch das notwendige Einrichtungsprozedere zu verlieren.